# Valejbol'ny klub Budaŭnik Minsk
Il Valejbol'ny klub Budaŭnik Minsk è una società pallavolistica maschile bielorussa, con sede a Minsk: milita nel campionato bielorusso di Vysšaja Liha.

## Palmarès
- Campionato bielorusso: 7

2009-10, 2010-11, 2011-12, 2012-13, 2013-14, 2014-15, 2015-16
- Coppa di Bielorussia: 8

2009, 2010, 2012, 2013, 2014, 2015, 2016, 2017
- Supercoppa bielorussa: 2

2017, 2021

## Rosa 2013-2014
| N° | Nome               | Ruolo | Data di nascita | Nazionalità sportiva |
| -- | ------------------ | ----- | --------------- | -------------------- |
| 1  | Andrej Radjuk      | S     | 1990            | Bielorussia          |
| 2  | Edgardo Goás       | P     | 27 gennaio 1989 | Porto Rico           |
| 3  | Boris Čebotarev    | S     | 1991            | Bielorussia          |
| 4  | Sergej Busel       | C     | 1989            | Bielorussia          |
| 5  | Stasis Leščinskas  | C     | 1991            | Bielorussia          |
| 6  | Siarhei Akulich    | O     | 1986            | Bielorussia          |
| 7  | Artem Kudrajašov   | C     | 1995            | Bielorussia          |
| 8  | Anton Singaevskij  | L     | 1994            | Bielorussia          |
| 10 | Ihosvany Hernández | S     | 1991            | Cuba                 |
| 13 | Dmitrij Lihorad    | L     | 1977            | Bielorussia          |
| 14 | Vadim Pron'ko      | C     | 1991            | Bielorussia          |
| 15 | Oleg Mikanovič     | S     | 1975            | Bielorussia          |
| 17 | Radzivon Miskevič  | O     | 22 aprile 1995  | Bielorussia          |